# Czyżowice (województwo opolskie)
Czyżowice (daw. Ścisowice, niem. Zeiselwitz, cz. Tišovice, śl. Cisłowice) – wieś w Polsce położona w województwie opolskim, w powiecie prudnickim, w gminie Prudnik. Historycznie leży na Górnym Śląsku, na ziemi prudnickiej. Położona jest na terenie Wysoczyzny Bialskiej, będącej częścią Niziny Śląskiej. Przepływa przez nią rzeka Biała.
W latach 1975–1998 miejscowość administracyjnie należała do ówczesnego województwa opolskiego.
Według danych na 2011 wieś była zamieszkana przez 283 osoby.

## Geografia

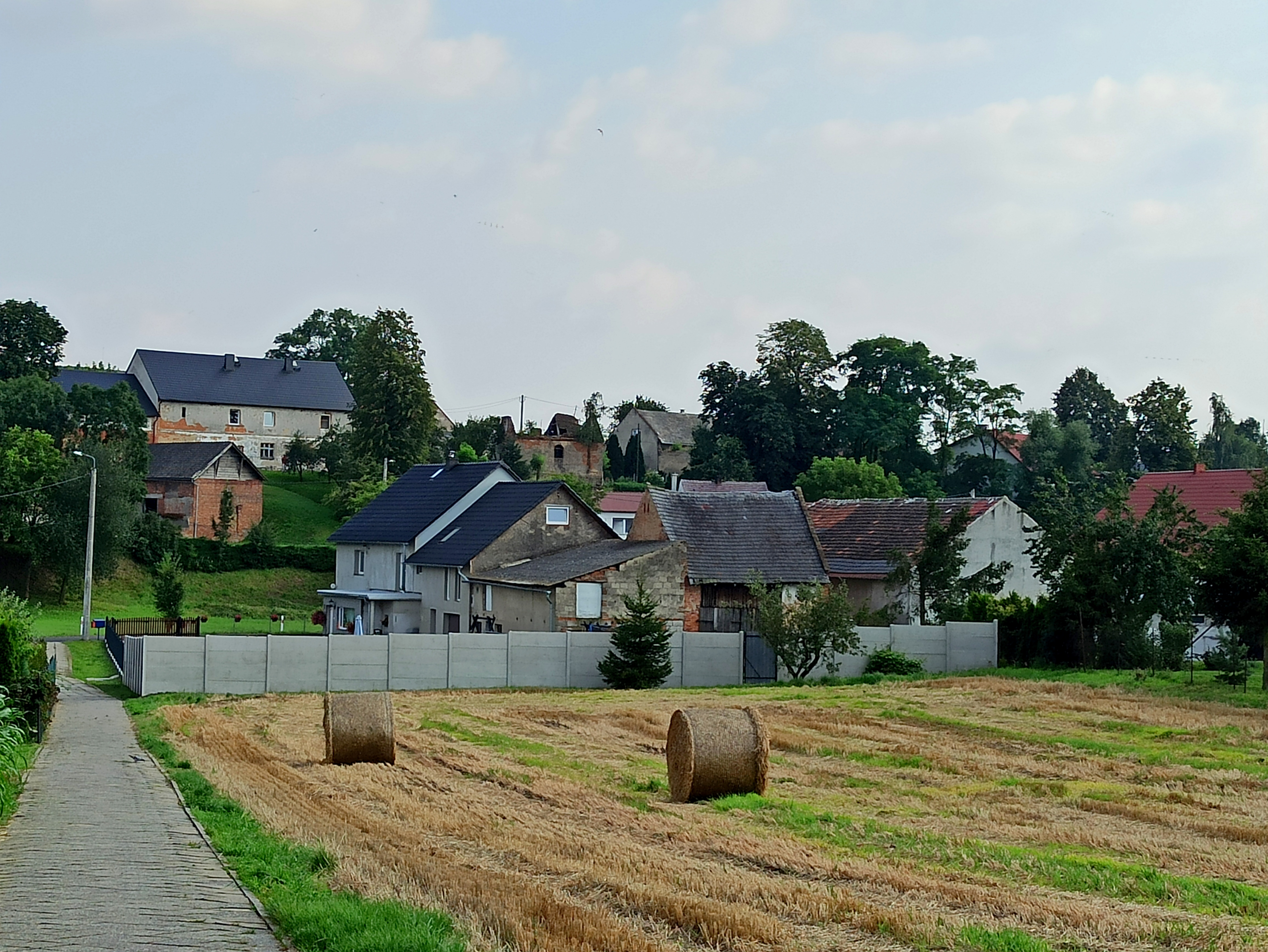
Panorama Czyżowic od strony północnej

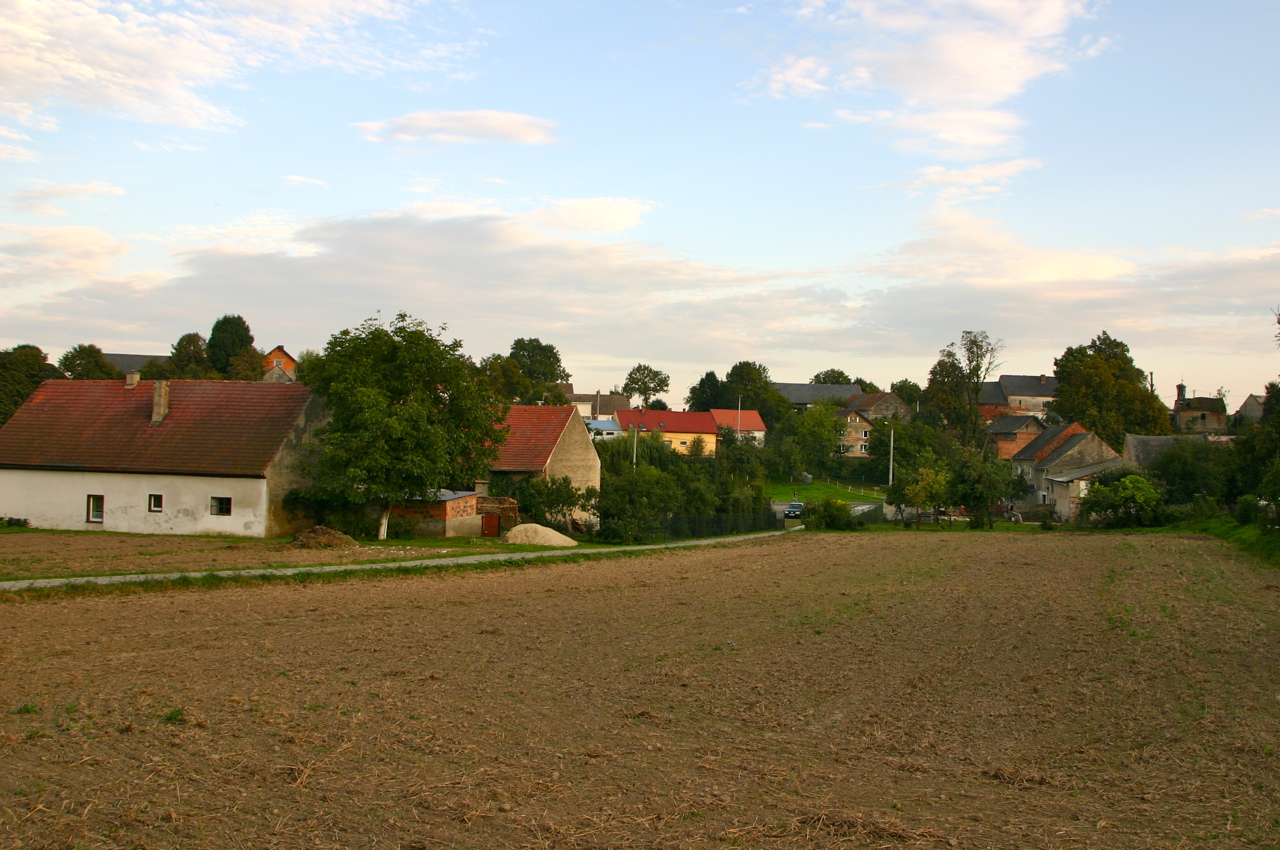
Widok na Czyżowice od strony północnej

### Położenie
Wieś jest położona w południowo-zachodniej Polsce, w województwie opolskim, około 2,5 km od granicy z Czechami, na Wysoczyźnie Bialskiej, tuż przy granicy gminy Prudnik z gminą Lubrza i gminą Biała. Należy do Euroregionu Pradziad. Przez granice administracyjne wsi przepływa rzeka Biała. Leży na wysokości 250–295 m n.p.m., na obszarze 405,74 ha. Na jej terenie znajdują się grunty zaliczane do kompleksu pszennego. Miejscowi rolnicy zajmują się głównie uprawą pszenicy, buraków cukrowych i ziemniaków. Leży na terenie Nadleśnictwa Prudnik (obręb Prudnik).

### Środowisko naturalne
W Czyżowicach panuje klimat umiarkowany ciepły. Średnia temperatura roczna wynosi +7,9 °C. Duże zróżnicowanie dotyczy termicznych pór roku. Średnie roczne opady atmosferyczne w rejonie Czyżowic wynoszą 626 mm. Dominują wiatry zachodnie.

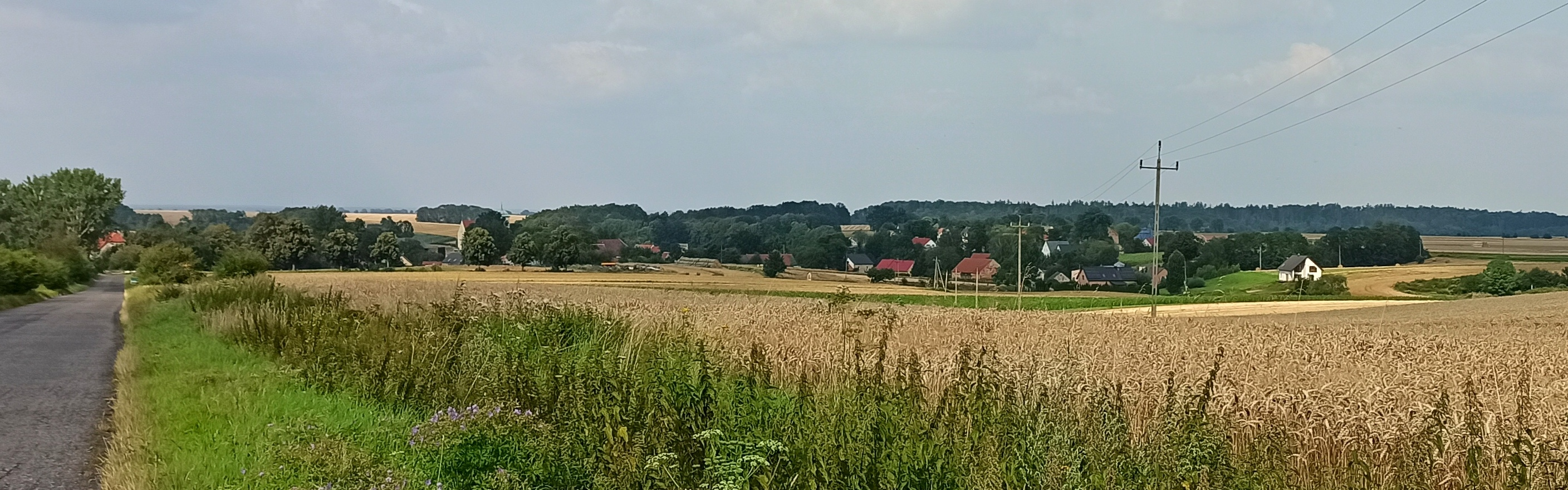
Panorama Czyżowic od strony południowej

## Nazwa
Śląski pisarz Konstanty Damrot w swojej pracy o śląskim nazewnictwie z 1896 roku wydanej w Bytomiu. Wymienia dwie nazwy miejscowości: obecnie funkcjonującą, polską „Czyżowice” oraz niemiecką „Zeiselwitz” cytując również zlatynizowaną nazwę jaka została zanotowana w średniowiecznym dokumencie z 1233 roku „Chisoviz”.
Topograficzny opis Górnego Śląska z 1865 roku notuje wieś pod niemiecką nazwą Zeiselwitz, pod którą po raz pierwszy została zanotowana w 1534 roku, a także wymienia polską nazwę Scisowice we fragmencie: „Zeiselwitz (1534 Zeiselwitz, polnisch Scisowice)”.
Wieś mogła przyjąć swoją nazwę od jej założyciela o imieniu Cisła – Czyż. Jej nazwa może również pochodzić od położenia osady w cisowym lesie. Po przejęciu przez administrację polską w 1945 wieś otrzymała nazwę Ścisłowice, a następnie Cisłowice. 9 września 1947 r. nadano miejscowości polską nazwę Czyżowice.
W historycznych dokumentach nazwę miejscowości wzmiankowano w różnych językach oraz formach: Chisouic (1233), Zyssowitz (ok. 1300), Czeislowicz (1421), Tisowicz, Czeisellwicz (1551), Zeislowitz (1679), Zeiselwitz (1743), Zeselwitz, Scisowice (1845), Ścisowice, niem. Zeisselwitz (1889), Zeiselwitz, Ścisowice (1941).

## Historia

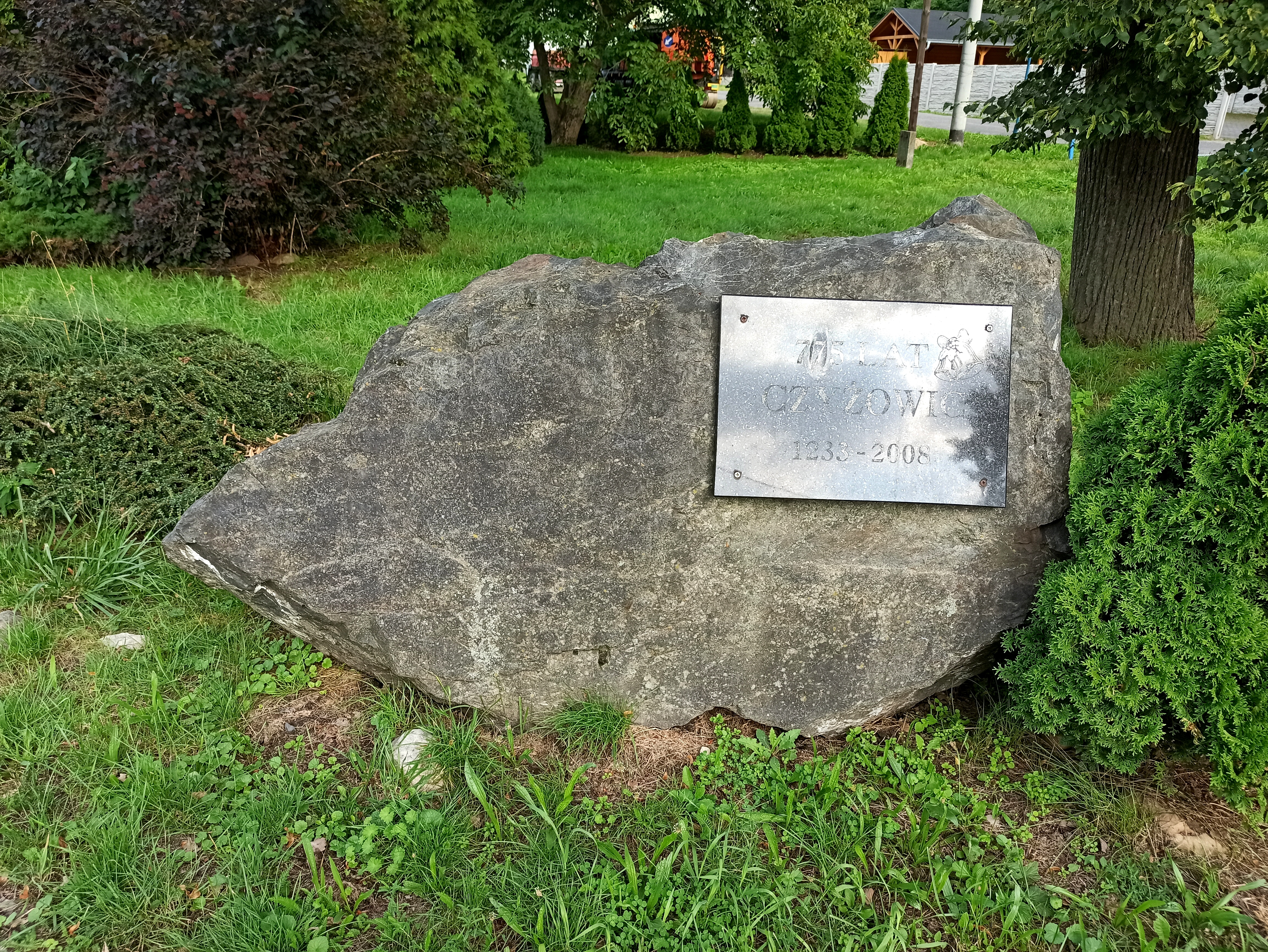
Tablica upamiętniająca 775-lecie Czyżowic (1233–2008)

Czyżowice są najstarszą wsią w gminie Prudnik. Idzi Panic datuje powstanie Czyżowic na XII wiek. Wieś wzmiankowana była po raz pierwszy w 1233 roku w testamencie Jana Sybocica z Prężyny. Administracyjnie należała do okręgu prudnickiego. Była zaliczana do 10 tzw. „górnych wsi”.

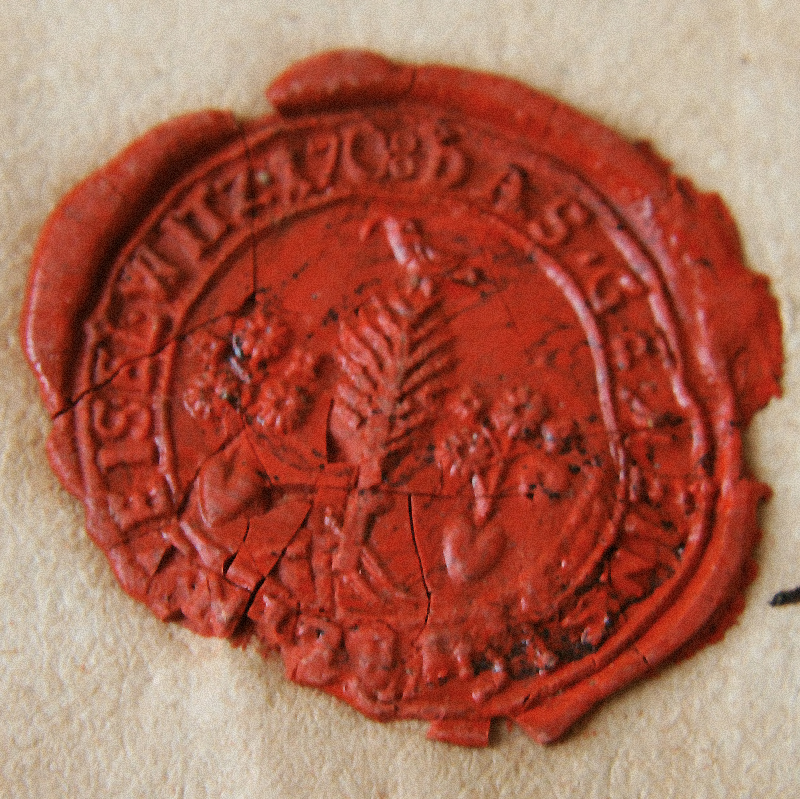
Pieczęć Czyżowic (1722)

W latach 1532–1792 lenno wsi Czyżowice należało do zamku w Białej. W pierwszej połowie XV wieku w posiadanie wsi wszedł ród Gotsch Schoff – późniejsi Schaffgotschowie. W 1538 wzmiankowany był Gotsch zwany Schoff z Czyżowic. W 1547 właściciel Czyżowic Albrecht Schoff sprzedał wieś wraz z chłopami i folwarkiem Henrykowi Stolczowi z Gostomii. W dokumentach z 1569 występuje Jan Gotsch z Czyżowic. W 1571 potomkowie Albrechta, Jan i Adam Schaffgotschowie, sprzedali czyżowicki majątek wraz ze wsią Dawidowi Sebettendorfowi.

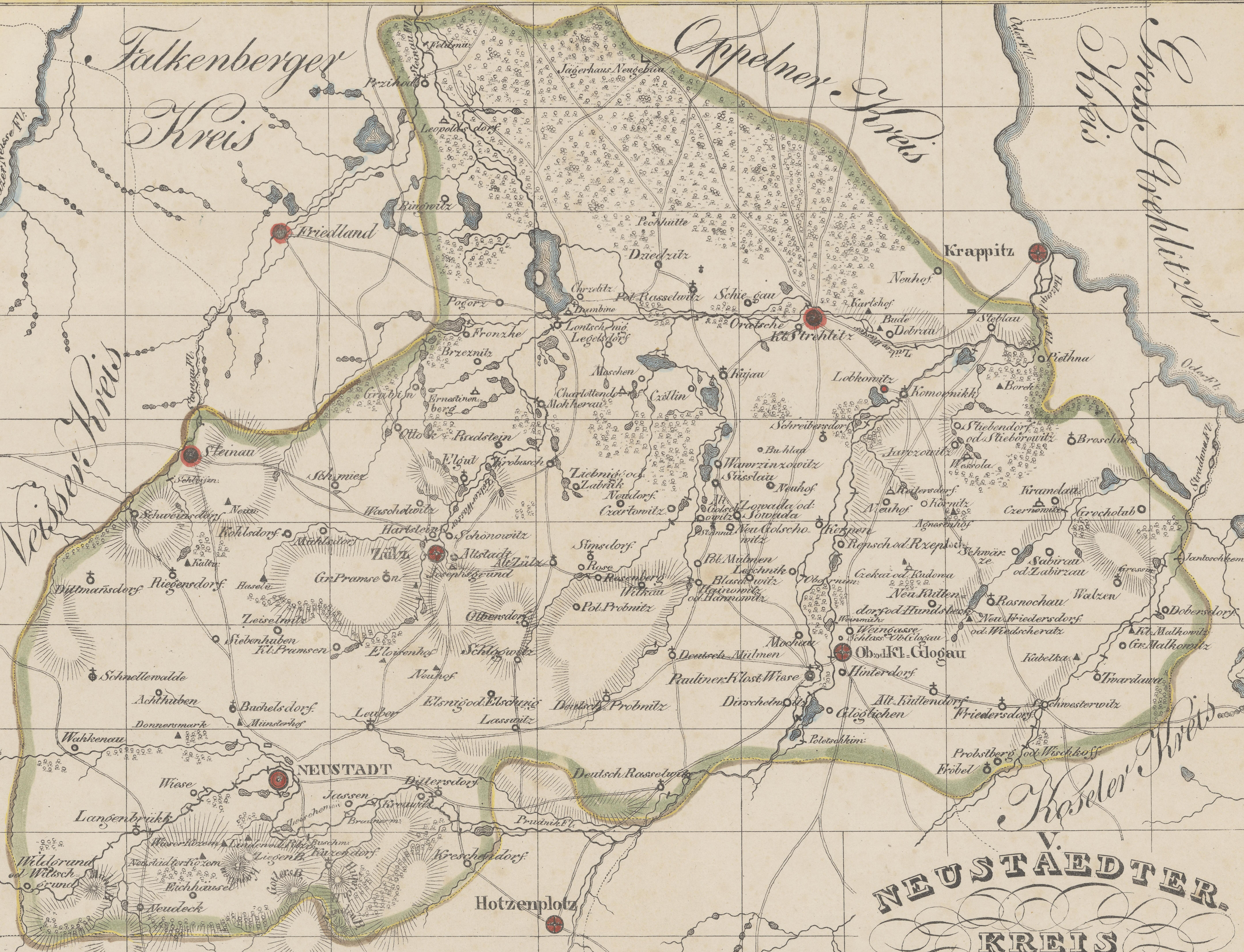
Czyżowice (Zeiselwitz) wśród miejscowości ziemi prudnickiej na mapie z XIX wieku

W XVII wieku właścicielami wsi został ród Paczinskich. 18 listopada 1700 hrabia Jerzy Fryderyk Paczensky von Tenczin sprzedał Czyżowice wraz z dziedzicznymi dobrami i „pradawną siedzibą rycerską” miastu Prudnik za 18 tys. talarów. Do 1742 wieś należała do powiatu sądowego prudnickiego w Monarchii Habsburgów. Po I wojnie śląskiej znalazła się w granicach Królestwa Prus i weszła w skład powiatu prudnickiego w prowincji Śląsk.

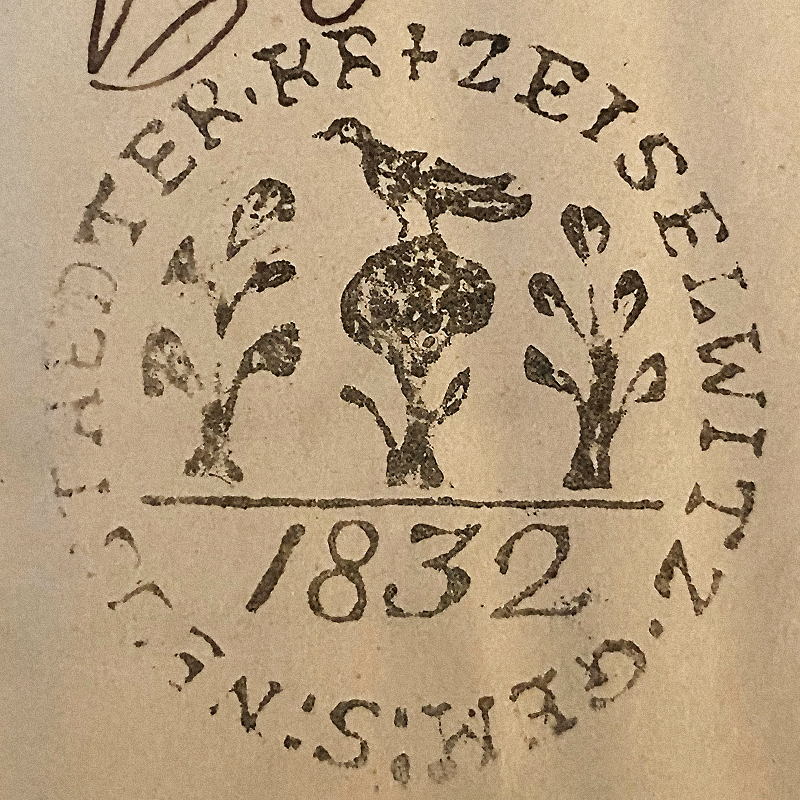
Pieczęć Czyżowic (1890)

Wieś posiadała swoją własną pieczęć, która przedstawiała w polu drzewo, na nim ptak, po obu stronach wysokie drzewo, a w otoku napis: ZEISELWITZ · GEM: S: NEUSTAEDTER · KR (pol. Gmina Czyżowice / Powiat Prudnicki). Miejscowość pozostała własnością Prudnika do połowy XIX wieku. Wówczas zamieszkiwało ją 500 osób, z których większość stanowili katolicy. W 1846 wznieśli oni przydrożną kaplicę w południowej części wsi. Według spisu ludności z 1 grudnia 1910, na 585 mieszkańców Czyżowic 572 posługiwało się językiem niemieckim, a 13 językiem polskim. W 1921 w zasięgu plebiscytu na Górnym Śląsku znalazła się tylko część powiatu prudnickiego. Czyżowice znalazły się po stronie zachodniej, poza terenem plebiscytowym.

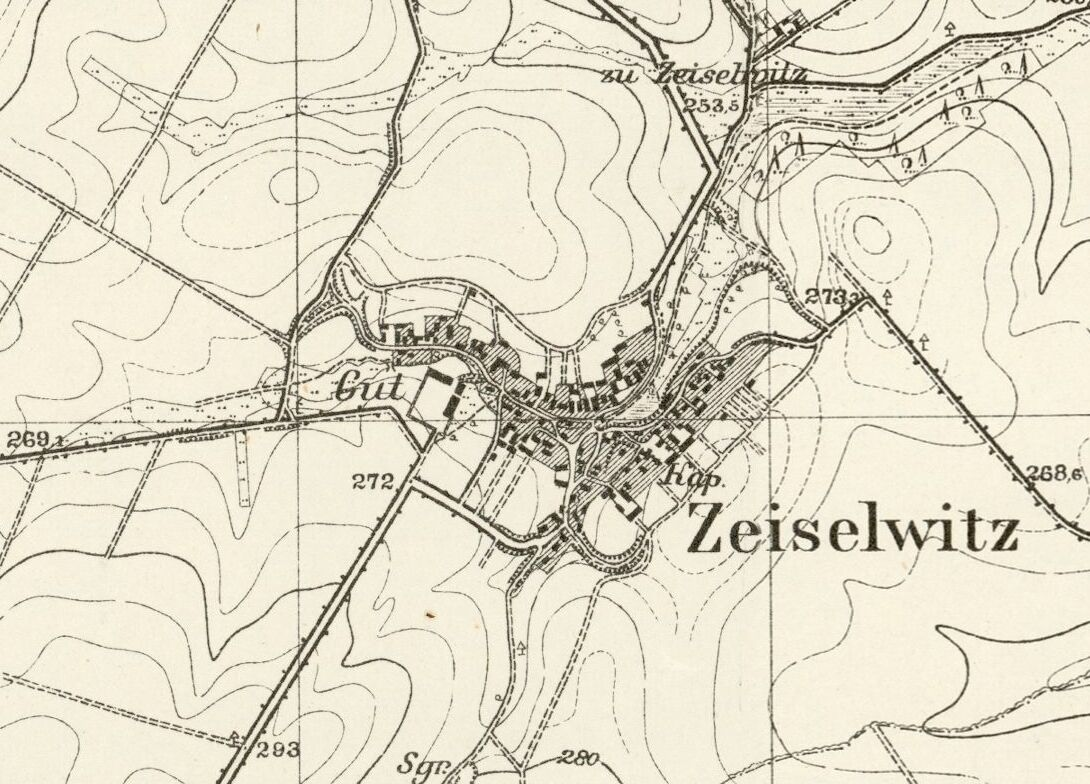
Czyżowice na mapie z 1930

Staraniem pochodzącego ze wsi księdza Roberta Mazura, w latach 1932–1936 w Czyżowicach został zbudowany halowy kościół Najświętszego Serca Pana Jezusa. Budowa kosztowała 100 tys. marek. Uroczyste poświęcenie i zawieszenie dzwonów na wieży kościoła odbyło się 30 października 1934.
Podczas bitwy o Prudnik w marcu 1945 wieś ucierpiała w niewielkim stopniu. Straty i zniszczenia materialne zostały oszacowane w wysokości 10%. Od marca do maja 1945 powiat prudnicki znajdował się pod kontrolą radzieckiej komendantury wojskowej. 11 maja 1945 polska administracja przejęła władzę cywilną w powiecie prudnickim. Wówczas w Czyżowicach została osiedlona część polskich repatriantów z Kresów Wschodnich z okolic Tarnopola – z Nowostawców, Podlesia, Podzameczka, Mikuliniec i Dźwinogrodu. Niemieckojęzyczna ludność została wysiedlona na zachód.
W latach 1945–1950 Czyżowice należały do województwa śląskiego, a od 1950 do województwa opolskiego. W latach 1945–1954 wieś należała do gminy Rudziczka, w latach 1954–1961 do gromady Prężynka, a w latach 1961–1972 do gromady Rudziczka.
Od 1945 do 1997 we wsi funkcjonowała szkoła podstawowa, utworzona przez Inspektorat Szkolny w Prudniku. W latach 1949–1951 działał amatorski teatr prowadzony przez Karola Licznara. Na początku lat 70. XX wieku w Czyżowicach powstała baza gminnego kółka rolniczego. W 2007 Czyżowice przystąpiły do Programu Odnowy Wsi Opolskiej.
Podczas powodzi 13 września 2024 wieś została częściowo zalana.

## Mieszkańcy
Miejscowość zamieszkiwana jest przez ludność napływową, przybyłą na Śląsk z Kresów Wschodnich po 1945 w wyniku przymusowych przesiedleń ludności polskiej.

### Liczba mieszkańców wsi
- 1793 – 116[35]
- 1861 – 573[4]
- 1871 – 559[36]
- 1885 – 522[37]
- 1905 – 552[38]
- 1910 – 565[39]
- 1933 – 487[40]
- 1939 – 482[41]
- 1966 – 400[42]
- 1998 – 346[7]
- 2002 – 296[7]
- 2004 – 295[19]
- 2005 – 303[19]
- 2006 – 301[19]
- 2007 – 298[19]
- 2008 – 300[19]
- 2009 – 294[7]
- 2011 – 283[43]
- 2013 – 297[44]
- 2019 – 293[1]

## Zabytki
Do wojewódzkiego rejestru zabytków wpisane są:
- kaplica, z 1846 r.
- zespół folwarczny (nr 1) z 1. poł. XIX w.
  - dom
  - spichlerz.

Zgodnie z gminną ewidencją zabytków w Czyżowicach chronione są ponadto:
- kapliczka przy drodze do Prudnika
- szkoła podstawowa, nr 57
- domy, nr: 6, 7, 8, 12, 13, 14, 17, 18, 20, 21, 22, 25, 27, 28, 29a, 30, 31, 32a, 32b, 33, 34, 35, 36, 37, 38, 39, 40, 41, 44a, 44c, 45, 47, 48, 51, 52, 53, 54, 55, 60, 62, 64, 66, 69, 70, 74, 75a, 76
- kościół Najświętszego Serca Pana Jezusa
- cmentarz
- kuźnia, nr 37
- lamus, nr 39
- zagroda, nr 58
- stodoła, nr 75a
- przedszkole, nr 77

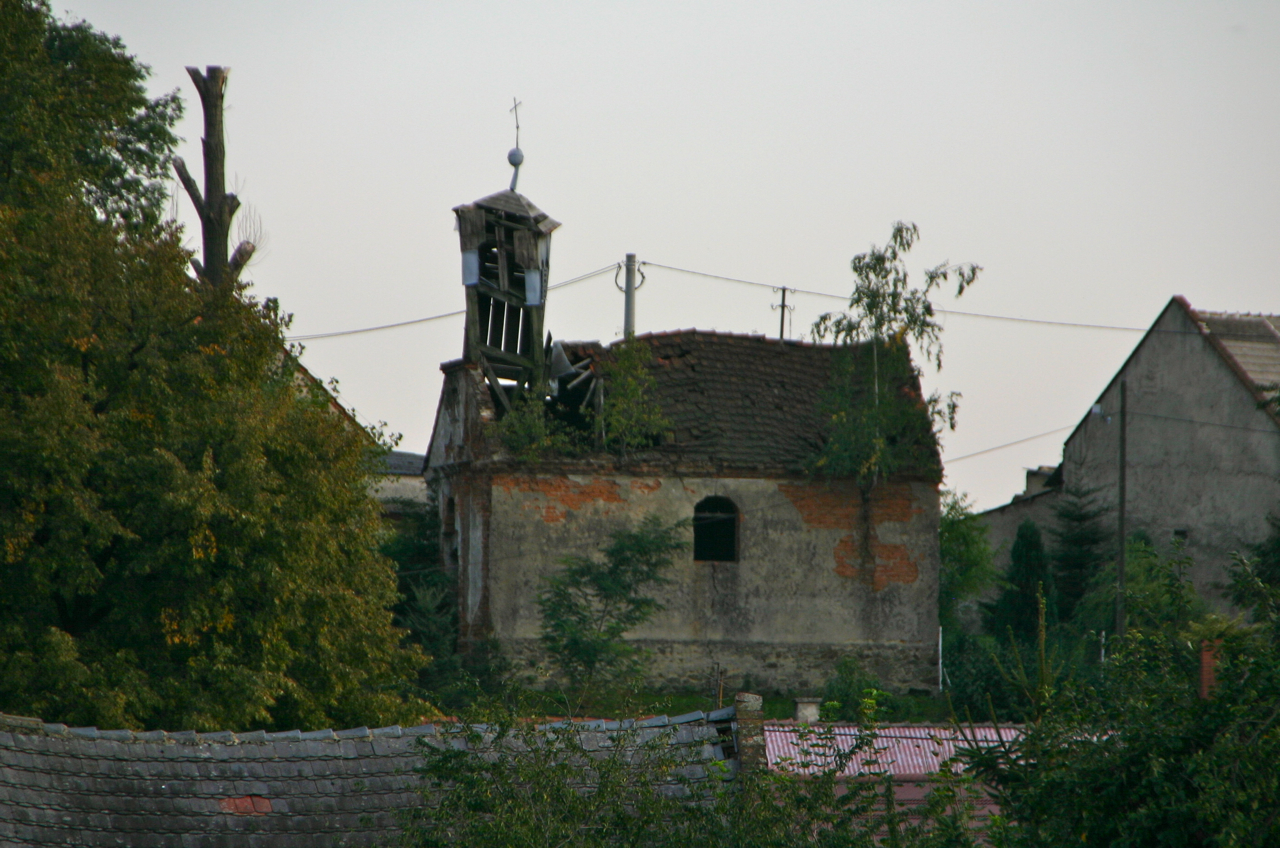
Przydrożna kaplica z 1846 roku
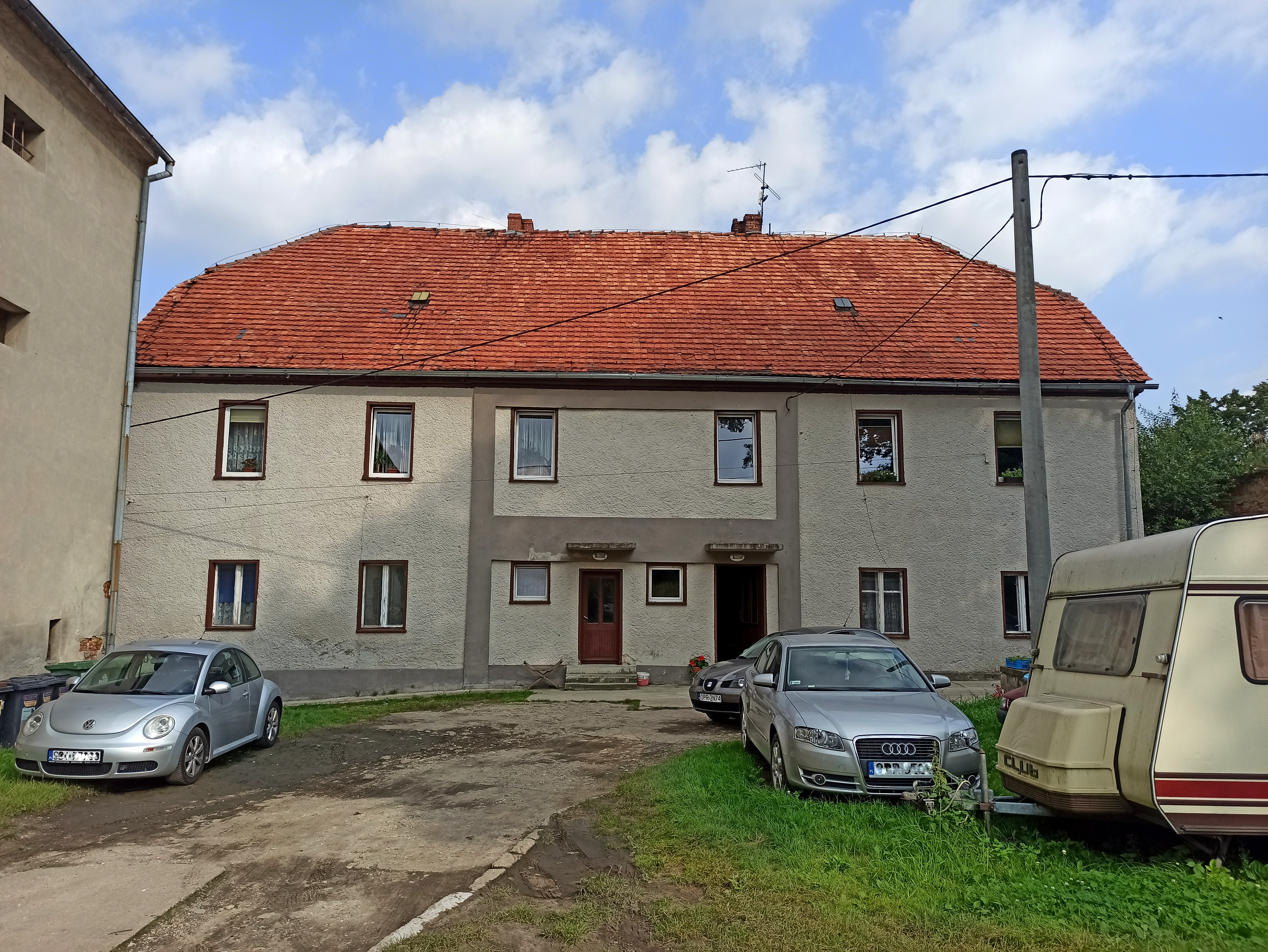
Dom w zespole folwarcznym
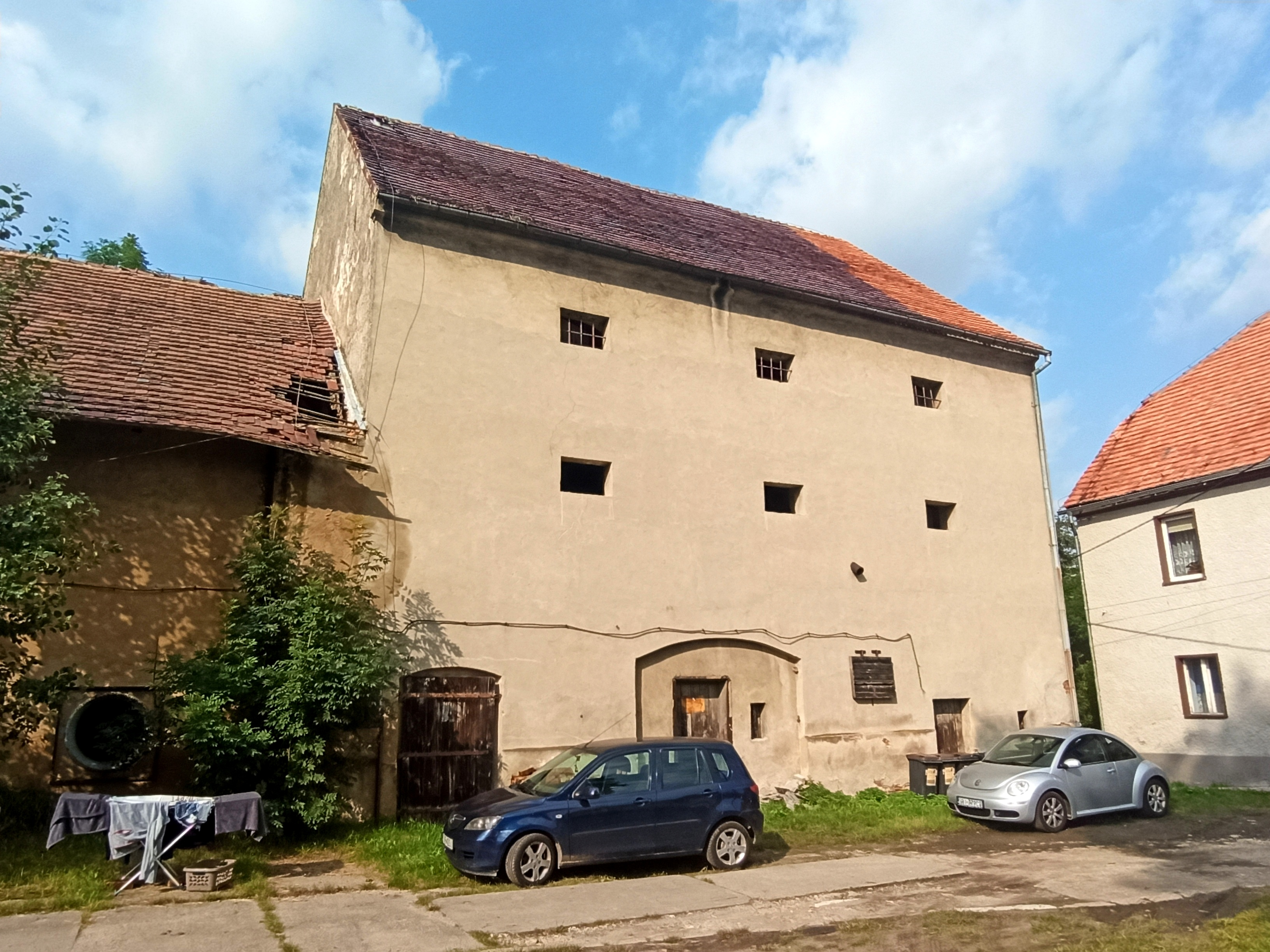
Spichlerz w zespole folwarcznym
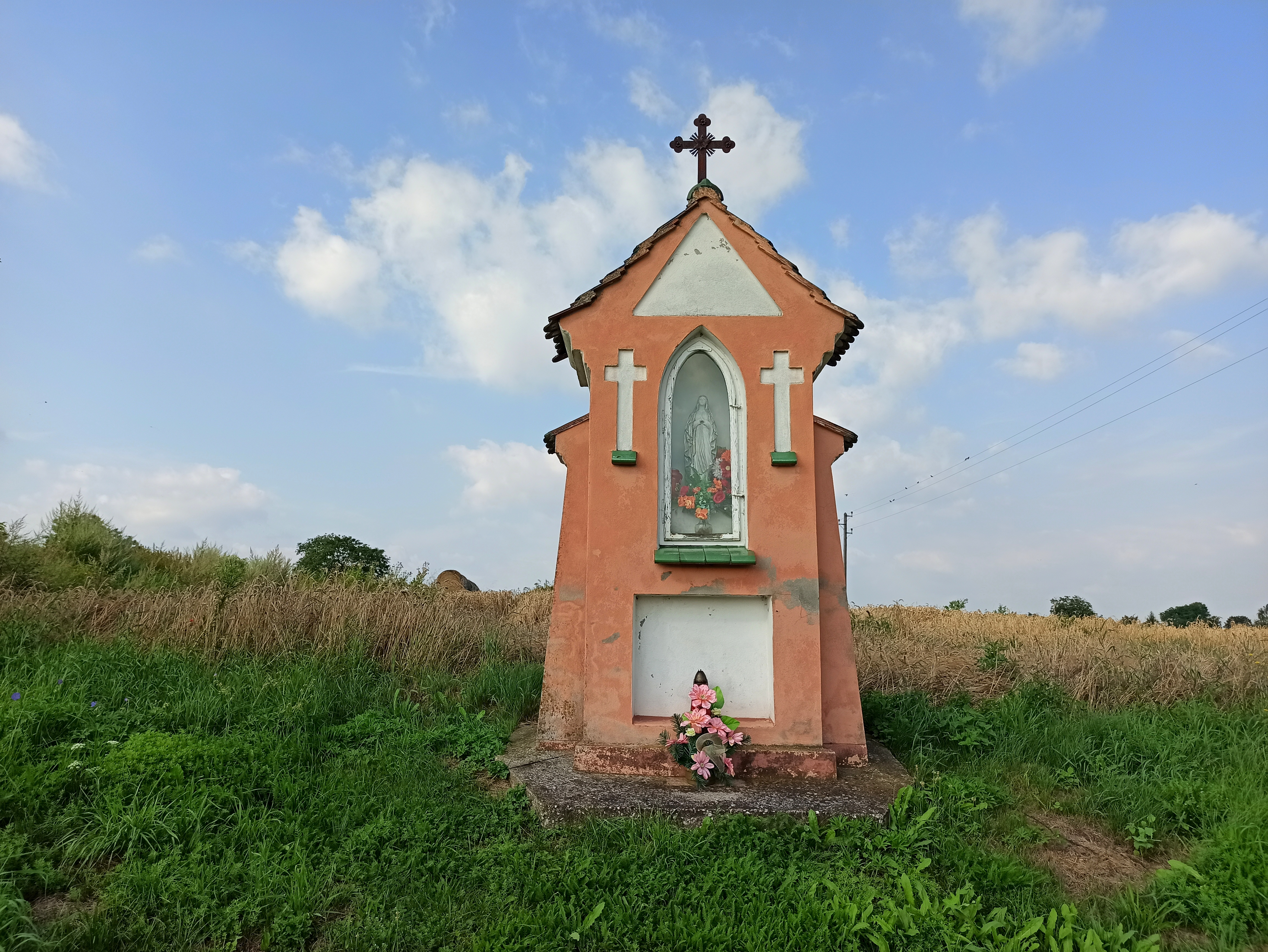
Kapliczka przy drodze do Prudnika

## Pomniki i obiekty upamiętniające
- Głaz 775-lecia Czyżowic[potrzebny przypis]

## Transport

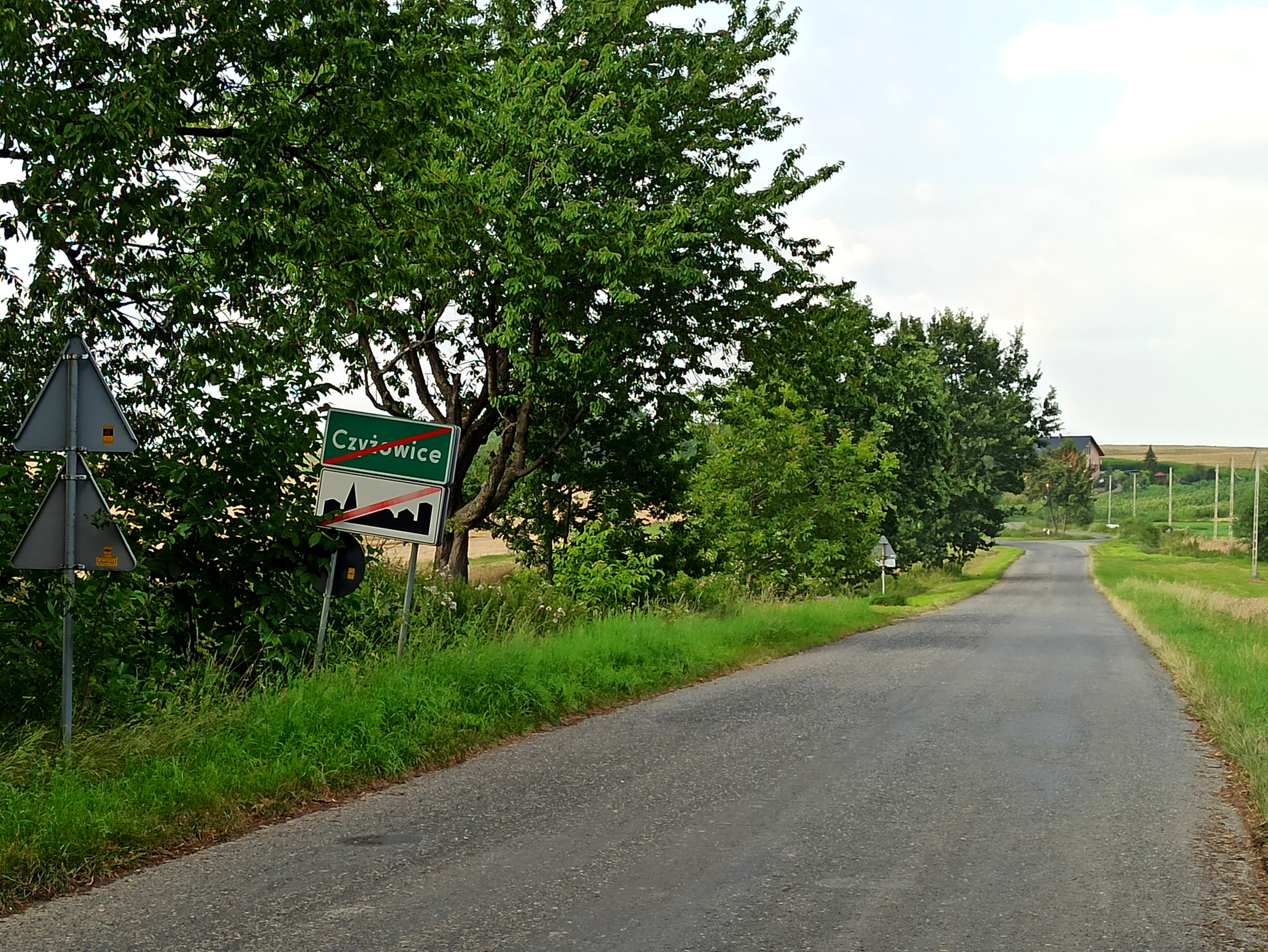
Droga powiatowa nr 1613O

W zarządzie Wydziału Drogownictwa Starostwa Powiatowego w Prudniku znajduje się droga powiatowa nr 1613O relacji Prudnik – Czyżowice – Laskowiec – Kolnowice – Miłowice – Śmicz.
Czyżowice posiadają połączenia autobusowe z Białą, Korfantowem, Prudnikiem i Rzymkowicami. We wsi znajduje się jeden przystanek autobusowy.
Transport autobusowy w Czyżowicach obsługiwany był przez PKS Prudnik. W 2004 prudnicki PKS został sprywatyzowany z udziałem Connex Polska. W 2008, w wyniku połączenia spółek PKS Connex Prudnik i PKS Connex Kędzierzyn-Koźle, utworzona została spółka Veolia Transport Opolszczyzna, w 2013 przejęta przez Arriva Bus Transport Polska. W 2019 Arriva wycofała się z Prudnika. Wówczas organizacją przewozów pasażerskich w Czyżowicach i okolicy zajęły się ościenne PKS-y. W grudniu 2021 powołano Powiatowo-Gminny Związek Transportu „Pogranicze”, mający na celu poprawę jakości transportu.

## Oświata

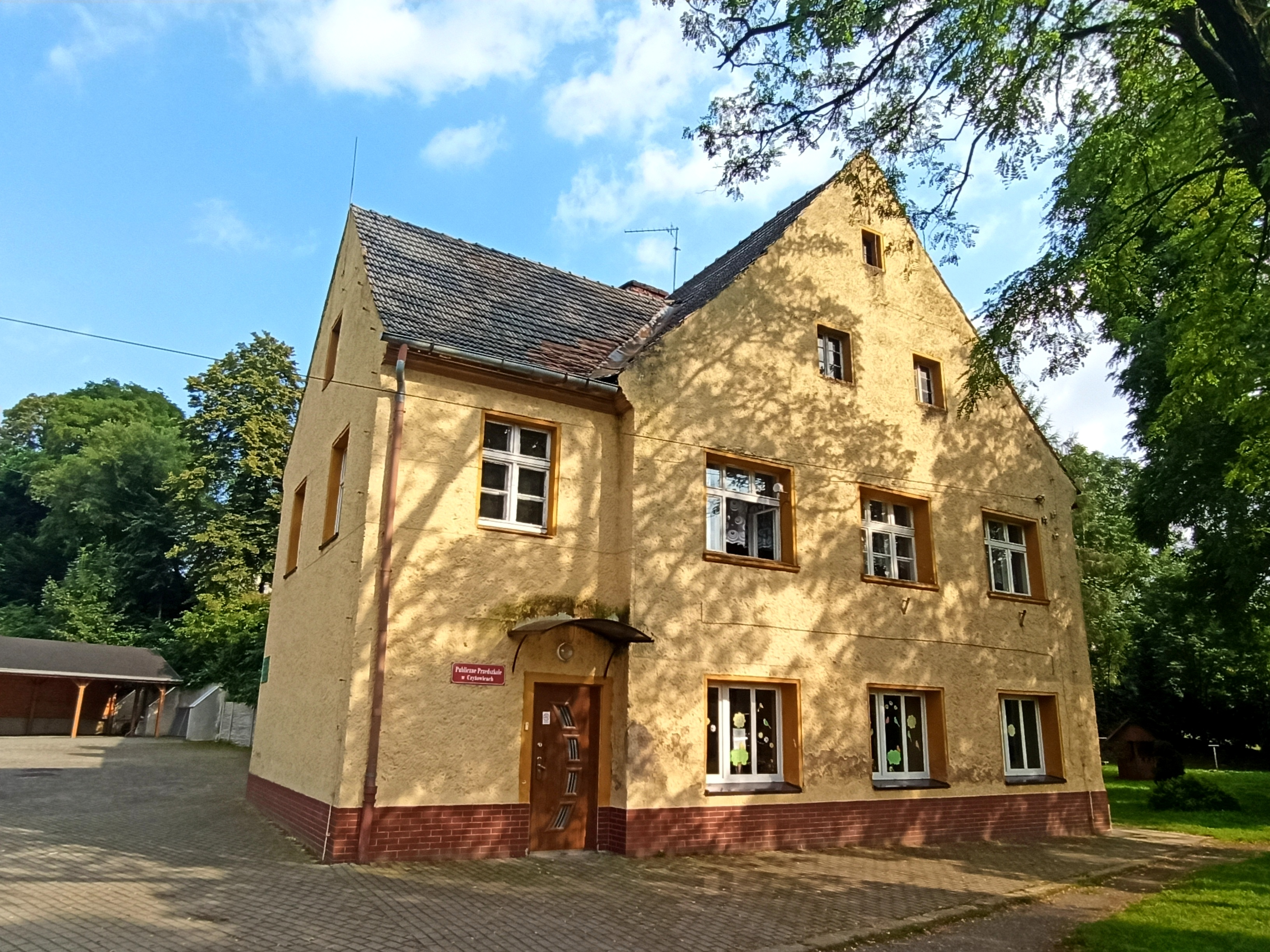
Publiczne Przedszkole w Czyżowicach

W Czyżowicach pod numerem 77 znajduje się Publiczne Przedszkole.

## Kultura
We wsi znajduje się Wiejski Dom Kultury, który podlega pod Prudnicki Ośrodek Kultury.
Czyżowice są parę razy wspomniane w książce Lux perpetua autorstwa Andrzeja Sapkowskiego, której akcja rozgrywa się w Czechach i na Śląsku.

## Religia
W Czyżowicach znajduje się katolicki kościół Najświętszego Serca Pana Jezusa, który należy do parafii św. Anny w Niemysłowicach (dekanat Prudnik). We wsi są krzyże i kapliczki przydrożne.

## Sport

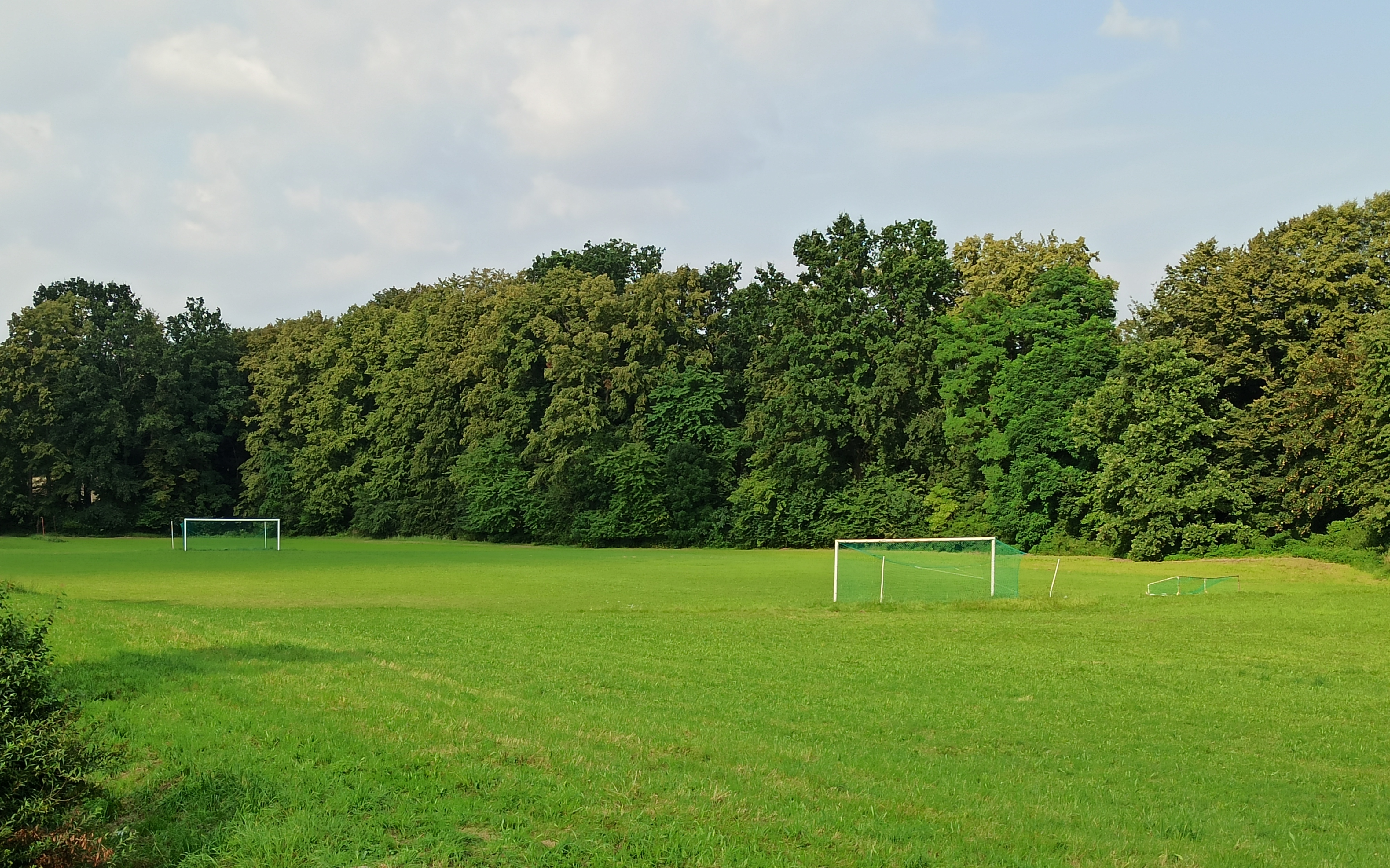
Boisko LZS Czyżowice

We wsi funkcjonuje klub piłkarski LZS Czyżowice, założony w 1952. Klub rozgrywa swoje mecze na boisku w Czyżowicach. Administratorem obiektu jest Agencja Sportu i Promocji w Prudniku. W 2005, z okazji 60. rocznicy istnienia Podokręgu Związku Piłki Nożnej w Prudniku, klub otrzymał pamiątkowy puchar.

## Turystyka
Oddział PTTK „Sudetów Wschodnich” w Prudniku ustanowił turystyczną Odznakę Krajoznawczą Ziemi Prudnickiej, którą zdobywa się poprzez zwiedzenie odpowiedniej liczby obiektów w miejscowościach położonych na ziemi prudnickiej, w tym w Czyżowicach. Przez Czyżowice przebiega trasa Kolarskiego Rajdu Dookoła Ziemi Bialskiej, za przejechanie którego PTTK Prudnik przyznaje odznakę.

## Bezpieczeństwo
W zakresie ochrony przeciwpożarowej oraz innych miejscowych zagrożeń w Czyżowicach działa jednostka Ochotniczej Straży Pożarnej, zrzeszona w Związku Ochotniczych Straży Pożarnych RP w Prudniku.
Miejscowość jest pod opieką dzielnicowego rejonu służbowego nr 7 Komendy Powiatowej Policji w Prudniku.
Teren wsi, jak i całej gminy Prudnik, położony jest w strefie nadgranicznej w związku z czym Straż Graniczna dysponuje, na tym obszarze, specjalnymi kompetencjami w zakresie bezpieczeństwa. Gminę Prudnik obejmuje zasięgiem służbowym placówka Straży Granicznej w Opolu ze Śląskiego Oddziału SG.